# Tropfverfahren
Das Tropfverfahren oder Blasverfahren (auch Globex-Verfahren) dient zur Herstellung von vor allem mit Ölen befüllten Weichkapseln. Es arbeitet automatisch und liefert im Gegensatz zum Scherer- und Accogel-Verfahren Weichkapseln mit einer nahtlosen Kapselhülle.
Das lipophile Füllgut tropft in gleichmäßigen zeitlichen Abständen durch eine Düse. Zusätzlich fließt eine erwärmte Gelatinelösung in ein Rohr, welches die Düse umschließt und durch eine Kühlflüssigkeit gekühlt wird, verwendet wird hier oft flüssiges Paraffin einer Temperatur von 4 °C. Durch die Grenzflächenspannung der nicht miteinander mischbaren verflüssigten und hydrophilen Gelatine und des lipophilen Füllgutes entstehen kugelförmige Körper. Durch die Kühlung erstarrt die verflüssigte Gelatine-Masse um das flüssige Füllgut, es entstehen runde Weichkapseln, die keine Lufteinschlüsse enthalten, was für die mikrobiologische und chemische Stabilität des Füllgutes von Vorteil sein kann. Anschließend werden die hergestellten Weichkapseln noch gewaschen und getrocknet.
Durch Variation des Düsenkopfes kann die Kapselgröße gezielt verändert werden.
Die Leistung des Verfahrens liegt bei etwa 5000 Weichkapseln pro Stunde, das Verfahren eignet sich vor allem für industrielle Kleinchargen. Durch die vergleichbar geringe pro Stunde hergestellte Kapselmenge ist die Relevanz des Verfahrens im Vergleich zum Scherer-Verfahren („Rotary Die Prozess“) geringer. Die Massenabweichung des Tropfverfahrens liegt bei etwa 3 %.